# Плавуш (село)
 Тази статия е за селото.  За планината вижте Плавуш.  
Плавуш (на македонска литературна норма: Плавуш) е село в община Валандово, Северна Македония.

## География
Селото е разположено в южните склонове на планината Плавуш.

## История
В края на XIX век Плавуш е предимно турско село в Дойранска каза на Османската империя. В „Етнография на вилаетите Адрианопол, Монастир и Салоника“, издадена в Константинопол в 1878 година и отразяваща статистиката на населението от 1873 година, Плавеш (Plavech) е посочено като селище с 200 домакинства, като жителите му са 420 мюсюлмани. Според статистиката на Васил Кънчов („Македония. Етнография и статистика“) от 1900 година, селото има 1012 жители, от които 1000 турци и 12 цигани.

## Личности
Починали в Плавуш
- Асен Иванов Тахтаков, български военен деец, поручик, загинал през Първата световна война[3]
- Велко Велков Минков, български военен деец, подпоручик, загинал през Първата световна война[4]
- Димитър Дамянов Николов, български военен деец, капитан, загинал през Първата световна война[5]
- Йосиф Рафаилов Барух, български военен деец, подпоручик, загинал през Първата световна война[6]